# قضة السبعة الأنهار
قضة السبعة الأنهار (الاسم العلمي:Halothamnus heptapotamicus) هي نوع من النباتات يتبع جنس القضة من الفصيلة القطيفية.